# Arvid Lagercrantz
Arvid Thomas Lave Lagercrantz, född 14 december 1942, död 17 september 2021, var en svensk författare, journalist och radiochef.

## Biografi
Arvid Lagercrantz var anställd på Sveriges Radio mellan 1967 och 1993. Han var under denna period inrikespolitisk chef på Dagens eko och under sammanlagt tio år vice VD och VD för dåvarande programbolaget Sveriges Riksradio. Lagercrantz har även arbetat på Sveriges Television, 24 Direkt och Axess Television, där han bland annat har gjort intervjuserierna Makten minns (2007) och Socialdemokratin minns epoken Persson (2008). Arvid Lagercrantz var ordförande i Publicistklubben åren 1997–2000. 
Arvid Lagercrantz var yngste son till sparbanksdirektören kapten Carl Lagercrantz och sjuksköterskan Lilian, född von Koch. Han var halvbror till Olof Lagercrantz, Lis Asklund och Rutger Lagercrantz.
Arvid Lagercrantz var gift och hade en son.